# Tükröm, tükröm (Született feleségek)
A Tükröm, tükröm (Mirror, Mirror) a Született feleségek (Desperate Housewives) című amerikai filmsorozat kilencvenkettedik epizódja. Az Amerikai Egyesült Államokban először az ABC (American Broadcasting Company) adó vetítette 2008. október 26-án.

## Az epizód cselekménye
Egy meglepetés bulit szervez Dave Karen MyCluskey 70. születésnapja alkalmából, persze mindezt nem hátségszándék nélkül teszi...
"A vendégségbe indulás előtt pár perccel Gabrielle Solis a tükör előtt állt kedvetlenül végezve az utolsó simításokat a sminkjén. Ugyanis egy probléma ötlött a figyelmébe, olyan, amit nem lehetett csakúgy elkendőzni."
Gabrielle Solisnak volt egy barátja, aki minden hónapban meglátogatta, de ez a barát most késett. És bár Gabrielle nem akart még egyszer életet adni visszaemlékezett, amikor ezt kétszer is megtette...
"A vendégeire várva Susan Mayer megállt egy percre a tükör előtt, hogy megigazítsa a szemöldökét. Akkor persze még nem tudhatta, hogy az a szemöldök hamarosan milyen sokszor ráncolódik majd."
Jackson bejeltése, hogy összeköltözne Susannal emlékezteti Susant, hogy hogyis ismerkedtek meg...
"Buliba menet Lynette Scavo utolsó dolga mindig az volt, hogy őszhajszálakra vadászott. Honnan is tudhatta volna, hogy mire véget ér ez az este jópárral több őszhajszála lesz."
Lynettet megkérdezni lánya, Penny, hogy az apja (Tom) haldokli-e, mert az ikrek azon veszekednek, hogy kié lesz a kocsi, ha Tom meghal. Lynette visszagondol azokra az időkre, amikor Tom tényleg veszélyben volt...
Megérkezvén Tom kizökkenti Lynettet az elmélkedésből, és újabb nagy álommal áll elő...
"Bree aznap este nem utoljára kapja magát azon, hogy meg kell húznia egy vonalat."
Orson ugyan bejelentené, hogy társtulajdonos lett Bree cégénél, és nem érti miért nem teheti ezt meg, és hogy miért is tartozik Bree Katherinenek.
Bree visszaemlékezik, hogy Katherine segítőkezére, amikor Orson börtönbűntetését töltötte...

## Mellékszereplők
- Neal McDonough - Dave Williams
- Shawn Pyfrom - Andrew Van De Kamp
- Kendall Applegate - Penny Scavo
- Kathryn Joosten - Karen McCluskey
- Gale Harold - Jackson Braddock
- Tuc Watkins - Bob Hunter
- Kevin Rahm - Lee McDermott
- Tim Bagley - Dr. Wagner
- Michael Holden - Dr. Baron
- Madison De La Garza - Juanita Solis
- Daniella Baltodano - Celia Solis
- Nick Toth - Mr. Franklin
- William Christian

## Mary Alice epizódzáró monológja
- A narrátor, Mary Alice monológja az epizód végén így hangzik (a magyar változat alapján):

"Igen. Meglepetésekkel teli este volt. Volt, aki a férje jövőbeli terveiről értesült. Volt, aki megtudta az igazat a felesége múltjáról. Másvalakit meghatottak a férje titkos vágyai. Megint mást szíven ütött a szeretője hirtelen távozása. Ám a Lila Akác köz egy lakója számára az este terv szerint alakult és az illető gondolatai most a valós szándékaira terelődtek. Nem sok időbe telik már, hogy tönkretegye a férfit, aki romba döntötte az életét. De tudta, hogy nagyon óvatosnak kell lennie, hisz végtére is azt akarta, hogy meglepetés legyen. "

## Epizódcímek szerte a világban
- Angol: Mirror, Mirror (Tükröm, tükröm)
- Olasz: Riflessi del passato (Emlékképek a múltból)
- Német: Ein Blick in den Spiegel (Egy pillantás a tükörben)
- finn: Yllätysten ilta (Meglepetések)